# 原田宗典
原田 宗典（はらだ むねのり、1959年3月25日 - ）は、日本の小説家である。東京都新宿区新大久保、および岡山県岡山市出身。小説の他、軽妙な文体のエッセイや戯曲でも知られる。
妹はキュレーター、小説家の原田マハ。家族は妻（エッセイでは「カミサン」としてたびたび登場）、子供が2人、犬2匹。独身時代は猫を数匹飼っていたこともある。

## 経歴
中学生までを東京で過ごし、両親の都合で岡山県に引っ越す。岡山県立岡山操山高等学校在学中、短編『失透』が学研コース文学賞に入選する。1977年に、岡山操山高等学校より指定校推薦で早稲田大学第一文学部に入学する。留年中にコピーライターの養成講座に通い、岩永嘉弘と出会う。卒業後、岩永の主宰する事務所に入社、コピーライターとなる。
1984年、『おまえと暮らせない』が第8回すばる文学賞に佳作入選する。1987年に退社し、フリーランスとなった。その後、作家として本格的に活動を開始する。1996年、中央自動車道をポルシェでドライブ中に大事故を起こしたことにより（本人によると、後ろ半分がつぶれて「ポルシェ」が「ポルシ」になったとのこと）、1年間休筆する。翌年に活動を再開する。
2013年9月7日夜、渋谷区内で渋谷警察署員の職務質問を受けた際、覚醒剤と大麻を持っていたのが発覚、その場で覚せい剤取締法違反・大麻取締法違反（所持）で現行犯逮捕された。同年11月22日、東京地方裁判所で覚せい剤取締法違反（使用、所持）などの罪により懲役1年6か月（執行猶予3年）を言い渡された。
2014年12月、自身のツイッターアカウントに約1年半ぶりにツイート（高校在学時からの友人であった写真家・久山城正（故人）のサイトにエッセイを寄稿した旨を伝える内容）。2015年3月、新作を書きおろし、執筆活動を再開したと明らかにした。7月7日発売の『新潮』8月号にて、10年ぶりの復活作『メメント・モリ』を発表（同年11月に単行本として発刊）。

## 人物・エピソード
- 職業は小説家だが、小説家や作家を自称するのは「なんか偉そう」だと、長らく「物書き」を自称していた。また、自らを「悪筆だ」と認めており、「小説が苦手」という内容を扱ったエッセイも書いている。
- グラフィックデザイナーの原研哉、イラストレーターの長岡毅、政治学者の山口二郎は高校時代からの友人である。原研哉と長岡毅はコンビで原田の著作の装丁を数多く手がけている。元参議院議員の姫井由美子も高校の同級生である。
- 前述の長岡毅と「西早稲田キャッチボール連盟」なる組織を結成している。原田は理事を務めている。活動は不定期に原っぱなどでキャッチボールをおこなうこと。連盟としての他にもファンとキャッチボールするイベントをしばしば行っている。
- 電車内で2人の酔っ払いに同時に絡まれる、映画館でゲイにナンパされる、新婚旅行先のバスの中で添乗員にドリアンを食べさせられる等、数々のハプニングやアクシデントをエッセイで語っている。周囲からは「不運」と言われているが、それでは夢も希望もないということで、本人は「ヘンさ値」が高く、「ヘン運に恵まれている」と主張している。
- 自他共に認める「命名癖」の持ち主で、幼少の頃から身の回りの物には車から消しゴムに至るまで名前をつけ、遠足などのイベントには「作戦名」をつけて対策を練るが、対策が功を奏したことは一度もない。
- すばる文学賞に佳作入選した後、園遊会に招待されるも、コットンパンツにアロハシャツ、サングラスという出で立ちで出席してしまい（「平服」の意味を勘違いしていたため）、終始芸能人と勘違いされたままであった。
- 趣味はキャッチボールと焚き火[5][6]、バッティングセンターに通うこと。
- 父親譲りの引越し魔で、職場も自宅も2年と経たず引越しを繰り返しており（2ヶ月足らずで引っ越したこともある）、友人からあきれられるほど（エッセイ中では、調布、三鷹、西早稲田、新宿、円山町等が確認される）。少年時代、岡山に引っ越す前も、小平、国分寺、立川等を転々としていたようである。
- 「小説は祈り、舞台はお祭り、エッセイはお喋り」と主張しており、その取り組み方の違いのためか、それぞれの作風やイメージがかなり違って見える。そのため、エッセイで原田を知った人物が、小説に違和感を覚えることも少なくない。これは前述の長岡も、作品解説で「エッセーと違って、小説は昔からどこか病的である」と語っている。
- 前述の交通事故で「人生観が変わった」と語っている。
- 高校時代は志賀直哉を愛読しており、友人からは「白バカ派」（白樺のもじり）と揶揄されていた。それだけに志賀が終戦直後に唱えていた日本語廃止論とその内容はショックだったらしく、エッセイの中で「志賀直哉先生に控えめに逆らう」と題して、驚きを表明しつつ批判した。
- 子供の時にコカ・コーラを「国家コーラ」と勘違いしていた。
- かなりの偏食で、自身のエッセイによると「小学校時代は肉・魚・野菜はほとんど食べず、ホームランアイスと丸美屋のすきやきふりかけで生きていた」。好物はクリープ、犬メシ（冷ご飯にインスタントラーメンをかけたもの）等。苦手な物は煮魚等。ピーマンとタマネギも苦手だったが、ガールフレンドがデートの際に作ってきたサンドイッチを無理して食べているうちに克服したという。
- ジャレコの『燃えろ!!プロ野球』を、一つの野球ゲームとして著書で絶賛している。
- 大学時代、30人しかいない演劇科で、中谷彰宏、原田宗典、宮本哲也の3人の名前が連続していた。
- 躁うつ病であることを公言しており[7]、関連書も出している。
- 山梨県北杜市に別荘があり、庭の焚き火炉は柳生博・柳生真吾親子の作庭である[5]。
- 何かと苦手なものが多い。特に苦手なものはナンパである。
- 私設機関「鼻の下研究所」所長（所員は原田1名）。その他、「全日本焚火連盟」会員（会員は原田含め3名）、「芸術を語る会」会員（会員は原田含め3名、芸術は全く語らない）、「王様鑑賞友の会」会員（会員は原田含め3名）[6]。

## 著書

### 小説
- 『優しくって少しばか』（集英社、1986年 のち文庫）
- 『時々、風と話す Street life』（ミリオン出版、1987年 のち角川文庫）
- 『スメル男』（講談社、1989年 のち文庫）
- 『十九、二十（はたち）』（朝日新聞社、1989年 のち新潮文庫、朝日文芸文庫）
- 『0をつなぐ』（トレヴィル、1990年 のち新潮文庫）
- 『しょうがない人』（集英社、1990 のち文庫）
- 『あるべき場所』（新潮社、1991年 のち文庫、「あるべき場所・飢えたナイフ」新潮ピコ文庫）
- 『黄色いドゥカと彼女の手』（角川文庫、1991年）
- 『何者でもない』（講談社、1992年 のち文庫）
- 『透明な地図』（Tokyo FM出版 1992年 「海の短編集」角川文庫）
- 『平成トム・ソーヤー』（集英社、1992年 のち文庫）
1994年にNHK-FM『青春アドベンチャー』にてオーディオドラマ化、2004年に『戦線スパイクヒルズ』のタイトルで漫画化。
- 『どこにもない短編集』（徳間書店、1993年 のち文庫、角川文庫）
- 『人の短編集』（角川書店、1997年 のち文庫）
- 『百人の王様・わがまま王』（岩波書店、1998年）
- 『屑籠一杯の剃刀 自選恐怖小説集』（角川ホラー文庫、1999年）
- 『旅の短編集 春夏』（角川文庫、2000年 TOKYO FM系ジェットストリームのミッドナイトオデッセイ（1993年まで）の脚本にもなっている。
- 『旅の短編集 秋冬』（角川文庫、2001年）
- 『彼の人生の場合と彼女の人生の場合』（角川書店 2001年 「私、という名の人生」文庫）
- 『劇場の神様』（新潮社、2002年 のち文庫）
- 『醜い花』（岩波書店、2003年11月）
- 『何の印象もない女』（角川文庫、2004年）
- 『メメント・モリ』（新潮社、2015年）、岩波現代文庫、2020年
- 『〆太よ』（新潮社、2018年）
- 『おきざりにした悲しみは』（岩波書店、2024年11月）

### エッセイ
- 『スバラ式世界』（主婦の友社、1990年 のち集英社文庫）
- 『東京見聞録』（講談社、1991年 のち文庫）
- 『東京困惑日記』（角川書店、1991年 のち文庫）
- 『東京トホホ本舗』（学生援護会、1991年 のち新潮文庫）
- 『むむむの日々』（大和書房、1991年 のち集英社文庫）
- 『できそこないの出来事』（大和書房、1992年 のち集英社文庫
- 『元祖スバラ式世界』（主婦の友社、1992年 のち集英社文庫）
- 『平凡なんてありえない』（PHP研究所、1992年 のち文庫、角川文庫）
- 『吾輩ハ苦手デアル』（新潮社、1992年 のち文庫）
- 『十七歳だった!』（マガジンハウス、1993年 のち集英社文庫）
- 『こんなものを買った』（毎日新聞社、1993年 のち新潮文庫）
- 『大サービス』（集英社、1993年 のち文庫）
- 『見学のススメ』（講談社、1994年 のち文庫）
- 『鉄本27号』（角川書店、1994年 『27（にじゅうなな）』文庫）
- 『かんがえる人』（光文社、1994年 のち文庫）
- 『本家スバラ式世界』（主婦の友社、1994年 のち集英社文庫）
- 『はたらく青年』（中央公論社（中央公論新社）、1994年 のち文庫、角川文庫）
- 『日常ええかい話』（集英社文庫、1994年）
- 『家族それはヘンテコなもの』（角川書店、1995年 のち文庫）
- 『わがモノたち』（新潮社、1995年 のち文庫）
- 『ハハな人たち』（婦人生活社 1995年5月 のち角川文庫）
- 『買った買った買った』（毎日新聞社、1995年 のち新潮文庫）
- 『すんごくスバラ式世界』（主婦の友社、1996年 のち集英社文庫）
- 『楽天のススメ』（小学館、1996年 のち文庫）
- 『いろはに困惑倶楽部』（文藝春秋、1996年 のち角川文庫）
- 『Now and then原田宗典 原田宗典自身による全作品解説+56の質問』（角川書店 1997年7月）
- 『色について語ってはいけない』（藤井保写真 幻冬舎 1997年10月）
- 『笑われるかも知れないが』（幻冬舎文庫 1997年4月）
- 『相談しようそうしよう』（メディアファクトリー 1998年3月 のち幻冬舎文庫）
- 『幸福らしきもの』（集英社、1997年 のち文庫）
- 『少年のオキテ』（主婦の友社、1998年 のち集英社文庫）
- 『あはははは 「笑」エッセイ傑作選』（幻冬舎文庫、1999年）
- 『大変結構、結構大変。 ハラダ九州温泉三昧の旅』（集英社、1999年 のち文庫）
- 『貴方には買えないもの名鑑』（集英社文庫 1999年1月）
- 『笑ってる場合』（集英社、1999年 のち文庫）
- 『道草食う記』（PHP研究所、2000年 のち角川文庫）
- 『おまえは世界の王様か!』（メディアファクトリー 2000年7月 のち幻冬舎文庫）
- 『はらだしき村』（集英社文庫、2003年）
- 『ハラダ発ライ麦畑経由ニューヨーク行』（朝日出版社、2000年 のち新潮文庫）
- 『見たことも聞いたこともない』（光文社 2003年8月 のち文庫）
- 『私は好奇心の強いゴッドファーザー』（講談社 2004年4月 のち文庫）
- 『新人だった!』（角川書店、2004年 のち文庫）
- 『私を変えた一言』（アクセス・パブリッシング、2005年 のち集英社文庫）
- 『吾輩ハ作者デアル』（集英社文庫、2006年）
- 『し』（幻冬舎 2006年3月 のち文庫）
- 『たまげた録』（講談社 2008年7月）のち文庫
- 『じぶん素描集』（講談社 2009年4月）
- 『やや黄色い熱をおびた旅人』（岩波書店 2018年）

### 戯曲
- 『愛は頭にくる』（1986年）
- 『幸せの黄色くもない石』（1987年）
- 『箱の中身・分からない国』（集英社、1992年）
- 『火男の火』（1993年）
- 『チャフラフスカの犬』（集英社、1994年）
- 『もう大丈夫』 (1994年、企画のみ）
- 『違うチャフラフスカの犬』 (1995年）
- 『処女』（幻冬舎 1997年4月 のち文庫）
- 『小林秀雄先生来る』（新潮社 2008年）

### 絵本
- 『かなえちゃんへ おとうさんからのてがみ』（イラスト：西巻茅子、福音館書店 1996年3月）
- 『ぜつぼうの濁点』（教育画劇、2006年）

### 詩集
- 『ゆめうつつ草紙』（幻冬舎 1999年12月 のち文庫）
- 『青空について』（挿絵：かとうゆめこ）光文社、1999年 のち文庫）
- 『考えない世界』（講談社、2001年 のち文庫）

### 共編著
- 『肉体の門』（清水ちなみ共編 扶桑社 1995年1月 のち幻冬舎文庫）
- 『日本の名随筆 別巻60 買物』 （作品社 1996年2月）
- 『貴方には買えないもの名鑑』（長岡毅共著 扶桑社 1996年9月）
- 『ぼくの心をなおしてください』（町沢静夫 幻冬舎、2002年 のち文庫）

### 翻訳
- アルフレッド・テニスン『イノック・アーデン』岩波書店 2006年10月）

### キャッチコピー
- しぜんとこうなりました（無印良品）
- 水のようでありたい（無印良品）
- 本におかえりなさいませ。（蔦屋書店）